# Ahmet Adnan Saygun
Adnan Saygun, (Ahmed Adnan Saygun) (7 de septiembre de 1907, Esmirna – 6 de enero de 1991, Estambul) fue un educador musical, etnomusicólogo y compositor que integró elementos de la música turca con la música clásica occidental. Saygun fue el primero al que se le otorgó el título oficial de Artista Nacional de la República de Turquía. 
Saygun es uno de los compositores conocidos como los "Cinco Turcos" de la historia de la música turca y fue el compositor de la primera ópera turca. El "Oratorio de Yunus Emre", la obra más interpretada de la música del periodo republicano de Turquía, es su composición más importante.

## Vida
El padre de Saygun, el profesor de matemáticas Mahmut Celalettin Bey, venía de una importante familia de académicos religiosos de Esmirna y sería uno de los fundadores de la Biblioteca Nacional de Esmirna, de donde después sería director. Su madre, Zeynep Seniha Hanım, era la hija de una familia que se mudó Esmirna, proveniente del barrio Doğanbey en Konya.

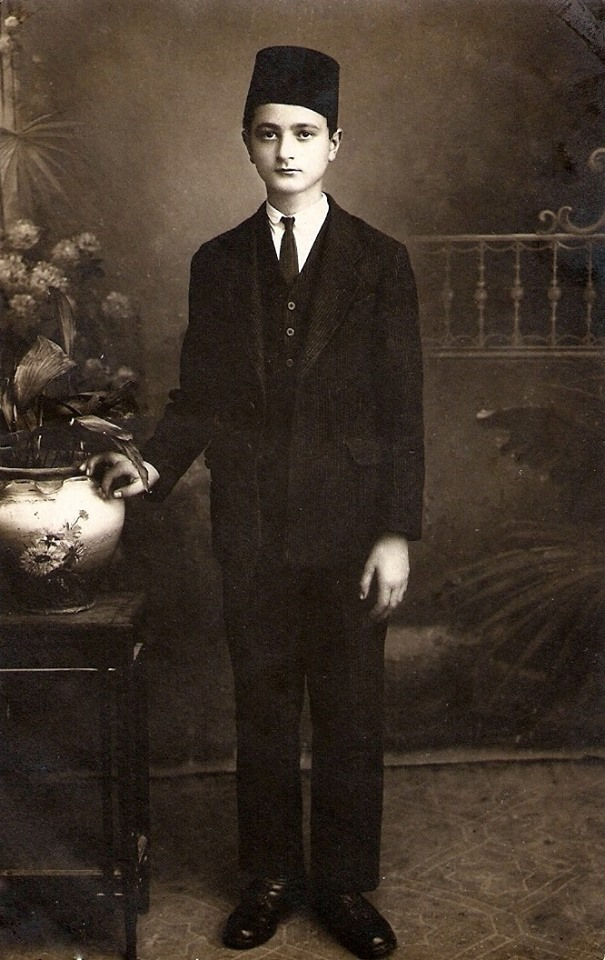
El joven Ahmed Adnan Saygun en Esmirna, 1915.

Saygun pasó su infancia es Esmirna, donde comenzó su educación primaria en la "Escuela para varones Hadikai" (Hadikai Sübyan Mektebi) y continuó sus estudios en la escuela de "Unión y Progreso" (İttihat ve Terakki Numune Sultanisi). En la ciudad frecuentemente tocaban bandas de guerra otomanas y había conciertos de música de cámara occidental, lo que influyó en él. Además, su padre pertenecía la orden de los Mevlevis, por lo que también recibió mucha influencia de la música sufi. A los 13 años, inclinándose a la educación artística, comenzó a estudiar teoría musical con İsmail Zühtü y piano con Rosati. También estudió el oud y a los catorce años estaba escribiendo marchas y polcas cortas. En 1922 comenzó a estudiar piano con Tevfik Bey. En 1925, realizó una enciclopedia de música en turco, Musiki Lugati, a partir de las traducciones que hizo de los artículos relacionados con la música de La Grand Encyclopedie francesa. En estos momentos el país estaría bajo constantes y drásticos cambios. En 1923 fue fundada la República de Turquía, reemplazando el lugar del Imperio Otomano en Anatolia, y la política turca buscaría alinearse con occidente. Su lenguaje musical se vería influido por este proyecto.
Para ganarse la vida, Ahmet Adnan Bey trabajó en lugares tan diversos como una empresa de agua y la oficina de correos. Después de intentar sin éxito abrir una tienda para vender partituras musicales en la calle Beyler en Esmirna, se dedicó a la enseñanza de música en escuelas primarias. En este periodo escribió canciones escolares basándose en los poemas de Ziya Gökalp, Mehmet Emin y Bıçakçızade Hakkı Bey. En 1925, el joven músico quiso realizar el examen de una convocatoria de gobierno para mandar a jóvenes talentosos del país a estudiar en conservatorios importantes en Europa, pero perdió la oportunidad por la repentina muerte de su madre. A partir de 1926, después de pasar una prueba para ser maestro de música en educación media, se desempeñó por un tiempo como profesor de música en el Liceo para varones de Esmirna (İzmir Erker Lisesi).

### Los años como estudiante en París
Entre 1927 y 1928 compuso la "Sinfonía en Re mayor" (Re Majör Senfoni); en 1928 se volvió a abrir la convocatoria del gobierno para músicos jóvenes y talentosos. Esta vez tomó la oportunidad y fue enviado a La Schola Cantorum en París con una beca del gobierno. Ahí estudió composición con Vincent d'Indy, fuga con Eugène Borrel, armonía con Madame Borrel, contrapunto con Paul le Flem, música gregoriana con Amédée Gastoué y órgano con Edouard Souberbielle, además de que fue introducido a los estilos del romanticismo tardío y el impresionismo. En su estancia en París, compuso su Op. (Opus) 1, la obra para orquesta Divertissement. En 1931, con Henri Defossé (el director de la Orquesta Cemal Reşit Rey) como presidente del jurado, esta obra ganó un premio de composición en París. El mismo año, La Orquesta de Colonia, bajo la dirección de Gabriel Pierné, interpretó la obra en París, Varsovia, Rusia y Bélgica. De esta manera, la obra se volvió la cuarta composición turca para orquesta en ser interpretada en el extranjero, después de las interpretaciones de "Turcos de Anatolia" (Anadolu Türküleri) en 1927, "Cuento para bebes" (Bebek Efsanesi) en 1928 y "Paisajes turcos" (Türk Manzaraları) en 1929, en París por la Orquesta Ceman Reşit Rey.

### Los años en Ankara
En 1931, Saygun volvió a Turquía y comenzó a enseñar música en la Escuela para Maestros de Música, donde dio clases de escritura musical y contrapunto. En 1932 se casó con la pianista Mediha (Boler) Hanım, de quien se separaría poco tiempo después.
En 1934, bajo la Ley de Apellidos y por petición de su padre, entonces maestro de matemáticas, Ahmet Adnan Bey y su familia se cambiaron el apellido a "Saygın". A partir de que era confundido con alguien más, poco después lo cambió a "Saygun". 
En 1934, el presidente Atatürk le comisionó la tarea de escribir la primera ópera turca, con motivo de la visita del Shah Reza Pahlaví de Irán. Escribió su Op. 9, la Ópera de Özsoy, en un mes, con Münir Hayri Egeli como libretista. El tema, sugerido por el mismo Atatürk, relata el origen de la nación turca y cuenta la hermandad entre Turquía e Irán situando su origen en tiempos remotos. El estreno de la obra se llevó a cabo en Ankara el 19 de junio de 1934, con la asistencia de Atatürk y Reza Pahleví.
Después de la puesta en escena de la Ópera Özsoy, en una casa de campo en Yalova, Saygun presentó ante Atatürk un informe sobre la música turca. El informe, influenciado por teorías sobre el lenguaje solar y la historia turca, fue publicado en 1936 bajo el nombre "El pentatonismo en la música turca".
A partir del evento en Yalova, Saygun fue nombrado director de la Orquesta Nacional Riyaset (Riyaset-i Cumhur Orkestrası). Debido a su mal estado de salud y a su partida a Estambul, sólo duro algunos meses en el puesto. Su primer concierto con la orquesta fue el 23 de noviembre de 1934.
A finales de noviembre de 1934, Saygun recibió una solicitud de Atatürk para que escribiera una nueva ópera. Programada para presentarse la noche del 27 de diciembre, Saygun compuso la "Ópera de la muñeca"(Taş Bebek operası), la cual contaba el nacimiento de la nueva república. La obra fue presentada el 27 de diciembre de 1934 en el Teatro del Pueblo de Ankara (Ankara Halkevi) y dirigida por Saygun, a pesar de que había caído muy enfermo.
Después de la presentación, Saygun partió a Estambul y recibió dos cirugías de oído en un periodo de cinco meses. Acusado de descuidar sus deberes en la orquesta, se le retiró de su puesto y finalmente le dieron un trabajo en la Escuela para Maestros de Música. También fue retirado de las investigaciones de la fundación del Conservatorio Estatal de Ankara. Saygun buscó abrir el departamento de etnomusicología en el conservatorio del Estado pero, a pesar del apoyo de Atatürk, nunca fue materializado por las autoridades competentes.

### Los años en Estambul
En 1936, Saygün volvió a enseñar en el Conservatorio Municipal de Estambul, donde permaneció hasta 1939. Hasta el estreno del "Oratorio de Yunus Emre", Saygun caería en un periodo de descrédito. 
Mientras estaba en Estambul, en Ankara continuaban los trabajos para establecer un nuevo conservatorio, bajo las ideas de la "música universal", en contraposición con la idea de una "cultura nacional" apoyada por Saygun. El conservatorio fue fundado en 1936 de acuerdo a la ideología de la "música universal", para lo cual se buscó la asesoría de Paul Hindemith, quien apoyaba esta posición. En 1936, por invitación de los "Centros Comunitarios" (Halkevler), Adnan Saygun acompañó al compositor y etnomusicólogo húngaro Bela Bartok, con quien comenzaría una buena amistad en un viaje por Anatolia. Juntos recopilaron y transcribieron canciones folclóricas del antiguo Imperio Otomano. El trabajo, "Investigaciones de Bela Bartok sobre de la música folclórica de Turquía" (Bela Bartok’un Türkiye’deki Halk Müziği Araştırmaları), fue publicado en inglés como libro en 1976 por la Academia de Ciencias Húngaras. 
En 1939, Saygun aceptó un puesto como investigador de los centros comunitarios, lo que lo llevó a realizar un viaje por Turquía. En 1940, debido a que Hungría se unió a las Potencias del Eje en la Segunda Guerra Mundial, la Orquesta de Mujeres de Budapest no pudo regresar a su país después de dar un concierto en Ankara. Saygun se casó con uno de sus miembros, Irén Szalai (quién después se cambiaría el nombre a Nilüfer), con quien tuvo un hijo. Paralelamente a sus actividades en los centros comunitarios, en 1940 fundó el coro "Unidad de la Música Turca", con el que dio conciertos regulares de música de cámara y publicó un libro llamado "Música de los centros comunitarios" (Halkevlerinde Musiki). En este periodo, Saygun compuso obras como el "Oratorio de Yunus Emre" (Yunus Emre Orotoryosu), "Cantata a la antigua" (Op. 19 Eski Üslupta Kantat) y el ballet "Un cuento del bosque" (Bir Orman Masalı). En 1943, el Oratorio de Yunus Emre ganaría el primer lugar en un concurso organizado por el Partido Republicano del Pueblo (Cumhuriyet Halk Partisi, CHP), junto con el concierto para piano de Ulvi Cemal Erkin y el concierto para viola de Hasan Ferit Alnar. 

### Después del estreno del Oratorio de Yunus Emre
El Oratorio de Yunus Emre de Saygun, terminado en 1942, fue presentado con gran éxito el 25 de mayo de 1946 en la Facultad de Idioma, Historia y Geografía en Ankara. Esta se volvió su obra más importante. La obra dura una hora e involucra cuatro cantantes solistas, un coro mixto y una orquesta. Basada en la obra poética del místico sufi de la Anatolia del siglo XIII, Yunus Emre, el oratorio tiene un distintivo estilo del romanticismo tardío pero incorpora fragmentos y destellos de modos y melodías folclóricas turcas.
Después de París, en 1958 el oratorio se presentó en Nueva York en las Naciones Unidas, con motivo de su aniversario, por la Sinfónica del Aire y un coro de doscientas personas bajo la batuta del famoso director de orquesta Leopold Stokowski. Esta obra, inspirada en las canciones de los derviches Mevlevi que Saygun escuchaba en el Callejón Dervişler (hoy Callejón Anafartalar) en el Bazar de Kemeraltı en Esmirna, se comenzó a traducir a cinco idiomas para Europa y América, bajo el cobijo de las Naciones Unidas. Después del estreno de la obra en Ankara, Saygun fue nombrado asesor e investigador de centros comunitarios y catedrático de composición para el Conservatorio Estatal de Ankara. Fue invitado a París y a Londres, donde realizó investigaciones sobre música folclórica y dio conferencias.
Después de Yunus Emre, Saygun escribió óperas, entre las que destacan Kerem, Köroğlu y Gilgameş, piezas corales como "Epopeya para Atatürk y Anatolia", cinco sinfonías, conciertos, obras para orquesta, coro, conjunto de cámara, piezas vocales e instrumentales, libros, incontables compilaciones de música folclórica, artículos e investigaciones. Sus obras han sido interpretadas por conjuntos como la Orquesta Sinfónica de la NBC de Nueva York, la Orquesta de Colonia, la Sinfónica de Berlín, la Sinfónica de la Radio de Baviera, la Filarmónica de Viena, la Sinfónica de la Radio de Viena, la Sinfónica de Moscú, la Sinfónica de la Unión Soviética, la Sinfónica de la Radio de Moscú, la Filarmónica de Londres, la Filarmónica Real, la Sinfónica del Norte, el Cuarto de Julliard, y por virtuosos como Yo-Yo Ma. Por efecto de la nueva Ley de Estatal del Arte, que entró en vigor en 1971, Adnan Saygun fue el primer artista es ser nombrado "Artista Nacional".
Entre 1960 y 1965 fue miembro del Consejo Nacional de Educación y miembro del Consejo de Radio y Televisión Estatal de 1972 a 1978. A partir de 1972 se dedicó a la enseñanza de composición y etnomusicología en el Conservatorio Estatal en Estambul. Adnan Saygun perdió la vida el 6 de enero de 1991 debido a complicaciones con el cáncer de páncreas. Un poco después de su muerte, el miércoles 4 de septiembre de ese mismo año, el Ministerio de Cultura organizó la presentación del Oratorio de Yunus Emre por la Orquesta de Ópera y Ballet del Estado de Ankara, el Coro de Ópera del Estado de Ankara y solistas invitados en el patio del Palacio Apostólico de Castel Gandolfo, bajo la dirección del conducto Hikmet Simsek. A la presentación asistió el papa Juan Pablo II, quien dio unas palabras cuando terminó.
Su obra, incluyendo composiciones para Orquesta, música de cámara, ópera, ballet y piano, así como sus publicaciones sobre etnomusicología y educación musical, se encuentran guardados en el "Centro de Investigación y Educación Musical Ahmet Adnan" (Ahmet Adnan Saygun Müzik Eğitim ve Araştırma Merkezi), en la Universidad de Bilkent, en Ankara. 
El musicólogo Emre Aracı escribió una biografía de Saygun llamada "Adnan Saygun – un puente musical entre oriente y occidente" (Adnan Saygun – Doğu Batı Arası Müzik Köprüsü), publicada por la editora Yapı Kredi Yayınları en 2001; en 2005, Mucize Özinal escribió una novela basada en la vida de Saygun, "El estrecho puente del derviche" (Dar Köprünün Dervişi).
El Centro Artístico de Izmir lleva su nombre (Ahmed Adnan Saygun Sanat Merkezi).
En el barrio de Ulus Beşiktaş, en Estambul, hay una calle que lleva el nombre de Ahmet Adnan Saygun. En esta calle también se encuentra una estatua de tamaño real del músico.

## Obras
| Op. # | Título                                                                 | Tipo de composición                   | Año                                  |  |
| 1     | Divertimento (Divertimentolog)                                         | Orquesta                              | 1930                                 |  |
| 2     | Suite                                                                  | Piano                                 | 1931                                 |  |
| 3     | Lamentaciones (Ağıtlar)                                                | Tenor y coro de hombres               | 1932                                 |  |
| 4     | Intuiciones (Sezişler)                                                 | Dos clarinetes                        | 1933                                 |  |
| 5     | La canción del monasterio (Manastır Türküsü)                           | Coro y orquesta                       | 1933                                 |  |
| 6     | La canción del Río Rojo (Kızılırmak Türküsü)                           | Soprano y orquesta                    | 1933                                 |  |
| 7     | El regalo del pastor (Çoban Armağanı)                                  | Coro                                  | 1933                                 |  |
| 8     | Música instrumental (çalgılar için müzik)                              | Clarinete, saxofón, piano y percusión | 1933                                 |  |
| 9     | Özsoy                                                                  | Ópera                                 | 1934                                 |  |
| 10    | El libro de Inci (İnci’nin Kitabı)                                     | Piano                                 | 1934 (arreglo para orquesta en 1944) |  |
| 11    | Muñeca (Taş Bebek)                                                     | Ópera                                 | 1934                                 |  |
| 12    | Sonata                                                                 | Violoncelo y piano                    | 1935                                 |  |
| 13    | Danza mágica (Sihir Raksı)                                             | Orquesta                              | 1934                                 |  |
| 14    | Suite                                                                  | Orquesta                              | 1936                                 |  |
| 15    | Sonatina                                                               | Piano                                 | 1938                                 |  |
| 16    | Cuento (Masal)                                                         | Voz y música                          | 1940                                 |  |
| 17    | Un cuento del bosque (Bir Orman Masalı)                                | Música de ballet para orquesta        | 1943                                 |  |
| 18    | Desde las montañas desde las planicies (Dağlardan Ovalardan)           | Coro                                  | 1939                                 |  |
| 19    | Cantata a la antigua (Eski Üslupta Kantat)                             |                                       | 1941                                 |  |
| 20    | Sonatina                                                               | Piano                                 | 1938                                 |  |
| 21    | Mis últimos minutos (Geçen Dakikalarım)                                | Voz y orquesta                        | 1941                                 |  |
| 22    | Un poco de perdiz (Bir tutam keklik)                                   | Coro                                  | 1943                                 |  |
| 23    | Tres canciones (Üç türkü)                                              | Contrabajo y piano                    | 1945                                 |  |
| 24    | Danza Halay                                                            | Orquesta                              | 1943                                 |  |
| 25    | Desde Anatolia (Anadolu’dan)                                           | Piano                                 | 1945                                 |  |
| 26    | Yunus Emre                                                             | Oratorio                              | 1942                                 |  |
| 27    | Cuarteto para cuerdas No. 1                                            |                                       | 1942                                 |  |
| 28    | Kerem                                                                  | Ópera                                 | 1952                                 |  |
| 29    | Sinfonía No. 1                                                         |                                       | 1953                                 |  |
| 30    | Sinfonía No. 2                                                         |                                       | 1958                                 |  |
| 31    | Partita                                                                | Violoncelo                            | 1954                                 |  |
| 32    | Tres baladas (Üç ballad)                                               | Voz y piano                           | 1955                                 |  |
| 33    | Un manojo (Demet)                                                      | Violín y piano                        | 1955                                 |  |
| 34    | Concierto para piano No. 1                                             |                                       | 1958                                 |  |
| 35    | Cuarteto para cuerdas No. 2                                            |                                       | 1957                                 |  |
| 36    | Partita                                                                | Violín                                | 1961                                 |  |
| 37    | Trio                                                                   | Oboe, clarinete y arpa                | 1966                                 |  |
| 38    | Diez estudios de rítmica Aksas (Aksas Tartılar Üzerine 10 Etüt)        | Piano                                 | 1964                                 |  |
| 39    | Sinfonía No. 3                                                         |                                       | 1960                                 |  |
| 40    | Música modal (Töresel Musiki)                                          |                                       | 1967                                 |  |
| 41    | Diez canciones folclóricas (10 halk türküsü)                           | Contrabajo y orquesta                 | 1968                                 |  |
| 42    | Impresiones (Duyuşlar)                                                 | Coro de tres voces para mujeres       | 1935                                 |  |
| 43    | Cuarteto para cuerdas No. 3                                            |                                       | 1966                                 |  |
| 44    | Concierto para violín                                                  |                                       | 1967                                 |  |
| 45    | Doce preludios en métrica irregular (Aksak Tartılar Üzerine 12 Prelüd) | Piano                                 | 1967                                 |  |
| 46    | Quinteto de alientos (Nefesli Çalgılar Beşlisi)                        |                                       | 1968                                 |  |
| 47    | Quince piezas en métrica irregular (Aksak Tartılar Üzerine 15 Parça)   | Piano                                 | 1967                                 |  |
| 48    | Cuatro canciones folclóricas alemanas (Dört Lied)                      | Voz y piano (arreglo para orquesta)   | 1977                                 |  |
| 49    | Dictum                                                                 | Orquesta de cuerdas                   | 1970                                 |  |
| 50    | Tres preludios (Üç Prelüd)                                             | Dos arpas                             | 1971                                 |  |
| 51    | Pequeñeces (Küçük Şeyler)                                              | Piano                                 | 1956                                 |  |
| 52    | Köroğlu                                                                | Ópera                                 | 1973                                 |  |
| 53    | Sinfonía No. 4                                                         |                                       | 1974                                 |  |
| 54    | Lamentaciones II (Ağıtlar II)                                          | Tenor, coro y orquesta                | 1975                                 |  |
| 55    | Trio                                                                   | Clarinete, oboe y piano               | 1975                                 |  |
| 56    | Ballada                                                                | Dos pianos                            | 1975                                 |  |
| 57    | Danza ritual (Ayin Raksı)                                              | Orquesta                              | 1975                                 |  |
| 58    | Diez bosquejos en métrica irregular (Aksak Tartılar Üzerine 10 Taslak) | Piano                                 | 1976                                 |  |
| 59    | Concierto para viola                                                   |                                       | 1977                                 |  |
| 60    | Reflexiones sobre el humano I (İnsan Üzerine Deyişler I)               | Voz y piano                           | 1977                                 |  |
| 61    | Reflexiones sobre el humano II (İnsan Üzerine Deyişler II)             | Voz y piano                           | 1977                                 |  |
| 62    | Concierto de cámara                                                    | Instrumentos de cuerda                | 1978                                 |  |
| 63    | Reflexiones sobre el humano III (İnsan Üzerine Deyişler III)           | Voz y piano                           | 1983                                 |  |
| 64    | Reflexiones sobre el humano IV (İnsan Üzerine Deyişler IV)             | Voz y piano                           | 1978                                 |  |
| 65    | Gilgamesh                                                              | Ópera                                 | 1970                                 |  |
| 66    | Reflexiones sobre el humano V (İnsan Üzerine Deyişler V)               | Voz y piano                           | 1979                                 |  |
| 67    | Epopeya para Atartürk y Anatolia (Atatürk’e ve Anadolu’ya Destan)      | Solistas, coro y orquesta             | 1981                                 |  |
| 68    | Tres canciones folclóricas para cuatro arpas (Dört Arp İçin Üç Türkü)  |                                       | 1983                                 |  |
| 69    | Reflexiones sobre el humano VI (İnsan Üzerine Deyişler VI)             | Voz y piano                           | 1984                                 |  |
| 70    | Sinfonía No. 5                                                         |                                       | 1985                                 |  |
| 71    | Concierto para piano No. 2                                             |                                       | 1985                                 |  |
| 72    | Variaciones para orquesta                                              |                                       | 1985                                 |  |
| 73    | Poema                                                                  | Tres pianos                           | 1986                                 |  |
| 74    | Concierto para Violoncelo                                              |                                       | 1987                                 |  |
| 75    | La leyenda de la paloma (Kumru Efsanesi)                               | Música de ballet                      | 1989                                 |  |

## Libros
1. El pentatonismo en la música folclórica turca (Türk Halk Musıkisinde Pentatonizm), 1936.
2. Canciones juveniles: para las escuelas y el centro comunitario (Gençliğe Şarkılar: Halkevi ve Mektepler için), 1937.
3. Algo de información sobre juegos, saz y canciones de alrededor de Rize, Artvin y Kars (Rize, Artvin, Kars Havalisi Türkü, Saz ve Oyunlar Hakkında Bazı Malumat), 1937.
4. Canciones folclóricas: siete canciones y una danza del Mar Negro (Halk Türküleri: Yedi Karadeniz Türküsü ve bir Horon), 1938.
5. La música en los centros comunitarios (Halkevlerinde Musıki), 1940.
6. Mentira (pláticas de arte) Yalan (Sanat Konuşmaları), 1945.
7. Libro de música del liceo I-II-III (en conjunto con Halil Badi Yönetken) Lise Müzik Kitabı I-II-III (Halil Badi Yönetken ile birlikte), 1955.
8. Karacaoğlan (Nueva información-una historia-melodías) Karacaoğlan(Yeni Bilgiler-Bir Rivayet-Melodiler), Ankara, Ses ve Tel Birliği, 1952.
9. Teoría musical básica I (Musıki Temel Bilgisi) I – 1958,.II – 1962,.III –1964,.IV – 1966.
10. Clasificación de las melodías premodales (Mod öncesi Ezgilerin Sınıflandırılması), 1960.
11. Compilación de Solfeo I (Toplu Solfej,I) – 1967, II – 1968.
12. Música regional (Töresel Musıki), 1967.
13. La investigación de Bela Bartok sobre la música folclórica en Turquía (Bela Bartok’s Folk Music Research in Turkey), Budapest, academia Kiadó, 1976.
14. Atatürk y la música: junto con él, después de él... (Atatürk ve Musıki: O’nunla Birlikte, O’ndan Sonra...), Ankara, Fundación Sevda-Cenap y Música, 1982.